# Preston North End Football Club 2022-2023
Questa voce raccoglie le informazioni riguardanti il Preston North End Football Club nelle competizioni ufficiali della stagione 2022-2023.

## Maglie e sponsor
| Casa | Trasferta | Terza divisa |

Sponsor ufficiale: PAR Group
Fornitore tecnico: Nike

## Rosa
Rosa e numerazione, tratte dal sito internet ufficiale della società, aggiornate al 4 ottobre 2022.
| N. |                             | Ruolo | Calciatore             |
| -- | --------------------------- | ----- | ---------------------- |
| 1  | Inghilterra (bandiera)      | P     | Freddie Woodman        |
| 2  | Spagna (bandiera)           | D     | Álvaro Fernandez       |
| 3  | Irlanda (bandiera)          | D     | Greg Cunningham        |
| 4  | Inghilterra (bandiera)      | C     | Benjamin Whiteman      |
| 5  | Germania (bandiera)         | D     | Patrick Bauer          |
| 6  | Scozia (bandiera)           | D     | Liam Lindsay           |
| 8  | Irlanda (bandiera)          | C     | Alan Browne (capitano) |
| 9  | Galles (bandiera)           | A     | Ched Evans             |
| 10 | Giamaica (bandiera)         | C     | Daniel Johnson         |
| 11 | Irlanda (bandiera)          | A     | Robbie Brady           |
| 13 | Irlanda del Nord (bandiera) | C     | Ali McCann             |
| 14 | Inghilterra (bandiera)      | D     | Jordan Storey          |

| N. |                        | Ruolo | Calciatore       |
| -- | ---------------------- | ----- | ---------------- |
| 15 | Irlanda (bandiera)     | A     | Troy Parrott     |
| 16 | Galles (bandiera)      | D     | Andrew Hughes    |
| 18 | Inghilterra (bandiera) | C     | Ryan Ledson      |
| 19 | Danimarca (bandiera)   | A     | Emil Riis        |
| 20 | Galles (bandiera)      | C     | Ben Woodburn     |
| 22 | Stati Uniti (bandiera) | D     | Matthew Olosunde |
| 23 | Spagna (bandiera)      | D     | Bambo Diaby      |
| 24 | Irlanda (bandiera)     | A     | Sean Maguire     |
| 25 | Galles (bandiera)      | P     | David Cornell    |
| 28 | Irlanda (bandiera)     | A     | Tom Cannon       |
| 44 | Inghilterra (bandiera) | C     | Brad Potts       |